# Падневські
Падневські гербу Новина (пол. Padniewscy) — польський шляхетський рід. Давній у Великопольщі.

## Представники
- Войцех, дружина — каліська каштелянка[1] Малгожата із Зерник
  - Філіп — краківський єпископ РКЦ
  - Миколай, дружина — Анна[2] (Агнешка →) Брудзінська[2] (Брудзинська[3] у виданні Бобровича[4])
    - Войцех — освенцимський каштелян
    - Марцін — каштелян камінський, дружина Анна Чарнковська
    - N — дружина Єнджея Бажого
      - Ельжбета, померла передчасно, чоловік — Єжи Войцех Бучацький-Творовський, в 1614 році брав участь у взятті бучацького замку шляхтою на чолі з князем Іваном-Юрієм Радзивілом після відмови передати його дідички Зофії Гольської;[5]

Князь Юрій Збаразький від спадкоємців Падневських 28 лютого 1613 року набув за 35000 флоринів маєтності пілицькі.